# 三体
『三体』（さんたい）は、中華人民共和国のSF作家劉慈欣による長編SF小説。2006年5月から12月まで、中国のSF雑誌『科幻世界』で連載され、2008年1月に重慶出版社によって単行本が出版された。本作は「地球往事」三部作の第一作である。
本作、またこれを含む「地球往事」三部作（『三体』三部作ともいう）は中国において最も人気のあるSF小説の一つとされ、2015年時点で50万組以上を売り上げている。また、本作は2014年11月にケン・リュウによる英訳が出版され、これも複数のSF賞にノミネートされるなど高く評価されている。2019年時点で全世界累計発行部数は2900万部を記録しており、20か国以上の言語で翻訳されている。
日本語版は2019年7月4日に早川書房より発売された。日本語訳は、光吉さくらとワン・チャイの共訳による原書からの翻訳原稿を、英語の翻訳が専門のSF翻訳家である大森望が、著者とケン・リュウの協議により変更の加えられた英訳版とも比較し改稿したものである。

## 設定
小説の基本設定には、ニュートン力学にある古典的な三体問題を取り込んだものがある。とある三重星系には、生きと滅びを繰り返す三体星人があり、その中の最も新しい世代の三体星人は、地球文明の科学技術より数倍先端なものを有している。

## あらすじ
文化大革命の時、天体物理学専攻の女子大生葉文潔は、清華大学の物理学教授である父・葉哲泰が紅衛兵の批判を受け嬲り殺されるのを目のあたりにした。その後、紆余曲折を経て大興安嶺山脈の奥地に巨大なパラボラアンテナを備える「紅岸基地」に入った。中国共産党中央委員会に直属する極秘基地である紅岸基地の目的は西側の衛星の情報収集や、高出力のマイクロ波を照射して衛星を破壊することだが、真の目的は異星人の探索と交信であった。世界に先駆けて異星文明と接触して西側に対する圧倒的アドバンテージを得る。葉文潔はそこで偶然に太陽の増幅反射機能を発見し、遥かな遠方と電波で通信することを可能とした。彼女はこの機能を駆使して、密かに地球文明の情報が入った電波を宇宙に送り出し始めた。地球と最も近い恒星系の惑星に生きている異星人「三体星人」がこの情報を受け取った。それから、三体の世界と地球の世界は、関わりを持ち始めた。
三体星人たちの世界は、地球人が想像しがたい、過酷極まりない世界である。その世界は質量がほぼ等しい3つの恒星からなるため、その運動は解析的に解くことはできない（多体問題）。三体星人たちが住む惑星は、この三つの恒星の引力で乱れた軌道を取る。もし一つの恒星が惑星を捕まえてその周囲に巡らせたら、三体星人は定期的な日夜を持つ温暖な環境を享受ししばらく穏やかな発展期を迎える。この時期を「恒紀」と呼ぶ。だがこの安定は続かず、やがて他の恒星の摂動をうけて周回軌道から剥ぎ取られた惑星は3つの恒星の織り成す不秩序で不安定な重力場の中を彷徨い、日の出・日没は定まらなくなり長期に渡り日照が続いたり日が昇らない夜が続き、恒星に接近して岩石が溶ける程に熱せられたり、遠ざかって窒素も凍る極寒の気候になる「乱紀」となる。もし惑星が複数の恒星に同時に近づけば、惑星は複数の引力を受けて裂けてしまう。三体星人は乱紀の高温による乾燥や低温による凍結を乗り越えるべく体液を排出し身体を繊維化する「脱水」機能を備えて環境の激変に耐え、恒紀を迎えれば「再水化」して肉体を取り戻す歴史を繰り返したが、それとて必ずしも環境の激変を乗り越えられるとは限らない。このため三体星人の文明は数百回の滅亡を避けられなかった。そして、さらに恐ろしいことに、彼らの住む惑星の質量は恒星に対して小さく、その運動は翻弄され、三体星系から弾き出されて極寒の虚空を永遠に彷徨うかもしれないし、最悪の場合は恒星に墜落するかも知れない。かつて三体星系には12個の惑星があったが、11個は既に恒星に呑み込まれ、三体星人の棲む惑星も数百万年後には恒星に吞み込まれると予測されている。そうなれば、三体星人とその文明は永遠に滅亡する。そのため、彼らにとって残った道は、宇宙に移民するのみである。三体星人は、常に激しい天変地異に脅かされているため、帝国主義的な社会体制と地球人の道徳を無視する価値観を取らざるを得なかった。そうしないと生き延びることができないからである。
その様な状況の中に届いた葉文潔からの情報を得て、僅か4光年の近傍に、たった一つの恒星を巡り永遠に恒紀が続き豊かな水に恵まれ生命が栄える夢の様な楽園が存在することを知った最新の三体文明は、地球より遥かに進歩した科学技術を結集して1000隻の大型戦艦からなる艦隊を結成し、征服のため地球へと送り出した。
三体星人と地球人が関わりを持ち始めた後、葉文潔は、富豪の子で環境破壊に心を痛めるマイク・エヴァンズに出会い、三体の高度な文明の存在を伝えた。後に膨大な遺産を受け継いだエヴァンズは三体の優れた文明を受け入れるべく「地球三体協会」(Earth Three-body Organization, 以下ETO)という組織を作り上げ、葉文潔を、この組織の精神的なリーダーとして迎えた。ETOには人類文明に絶望したり三体の高度な文明に憧れる地球人たちが集い、地球の文明を滅ぼし、三体の文明を取り入れようとした。また、ETOは、同志を見つけるために「三体」オンラインゲームを開発し、地球人の中に賛同する者を探し出した。
一方で、三体星人は地球に確実かつ順調に移民するために、地球文明と人類を消し去ることに決めた。しかし、既に出発した艦隊が地球に到着するまでおよそ450年かかるため、その間に地球の科学技術が三体と同じレベルになるかもしれないと危惧した三体星人は、後続の第2艦隊建造に代えて「智子」（sophon, ソフォン）プロジェクトを開始した。智子とは「智恵のある粒子」のことである。三体星人の科学者は、まず陽子の内包する11次元構造を2次元に展開させ、その2次元表面に強い相互作用を使って集積回路を刻み込んで計算機を構築し、再び陽子に縮退させた。即ちスーパーコンピューターを仕込んだ陽子である智子を4個作成した。複数の智子があれば、エンタングルさせることで光速に縛られずに智子同士の遠隔作用が可能になる。これを利用し、2個の智子を三体の世界に残して通信・制御用とし、もう2個の智子を加速器を使ってほぼ光速で飛ばし地球に送り込んだ。到着した智子は、まず高エネルギー加速器の研究を撹乱し、物質構造研究を阻止し、地球人の科学の発展を不可能にする。また、2個の智子を連携させることで外界の電磁波等を感知し、地球の情報収集を行う一方で、地球の優れた科学者に理論的に説明できない超自然現象を見せて絶望させて自殺に追い込んだ。それと相俟ってETOも科学者を暗殺し始め、科学に対する嫌悪感を煽るキャンペーンを行い、地球の科学の発展阻止を支援した。
相次ぐ科学者の謎の死をきっかけに諸国の政府も一つになって危機に対応し始めた。本作の主人公である汪淼は智子によってありえない現象を見せられ、同じ分野の研究者である申玉菲に相談し、紹介された「三体」オンラインゲームに参加した。警察官史強の要請もあって汪淼はゲームを継続してクリアし、ETOに招待されて潜入することに成功した。汪淼はETOの情報を得て、史強と連携し、多国籍軍の協力の下、パナマ運河でETOの中枢である船 "JUDGEMENT DAY" (「審判の日」号）をエヴァンズはじめETOメンバーごとナノマテリアルでできたワイヤーで切り刻み、他のETOの残党も鎮圧した。その後、葉文潔らを捕縛した諸国の政府は、彼女への尋問と船のコンピュータから取り出したデータから、初めて三体の文明に関する詳細資料を手に入れた。しかし、三体文明の侵略者が450年後に地球に来ることに変わりはない。科学の発展が智子によって封じられた人類は、来たるべき戦いに備えなければならない。
三体星人は、智子を介して地球人に「お前たちは虫けらだ」のメッセージを送りつけた。既に圧倒的な科学力の差を見せつけられた上に地球の科学技術の発展も封じられ、最早太刀打ち出来ないと絶望して酒に溺れる汪淼らを、史強は蝗害に襲われる故郷に連れ出し、人類がこれまで数多の退治の手段を講じても、虫は決して滅ばなかったと諭す。

## 設定

### 三体星人たちの世界
三体星人たちの世界は、地球人が想像しがたい、過酷極まりない世界である。その世界は質量がほぼ等しい3つの恒星からなるため、その運動は解析的に解くことはできない（多体問題）。三体星人たちが住む惑星は、この三つの恒星の引力で乱れた軌道を取る。もし一つの恒星が惑星を捕まえてその周囲に巡らせたら、三体星人は定期的な日夜を持つ温暖な環境を享受ししばらく穏やかな発展期を迎える。この時期を「恒紀」と呼ぶ。
この安定は続かず、やがて他の恒星の摂動をうけて周回軌道から剥ぎ取られた惑星は3つの恒星の織り成す不秩序で不安定な重力場の中を彷徨い、日の出・日没は定まらなくなり長期に渡り日照が続いたり日が昇らない夜が続き、恒星に接近して岩石が溶ける程に熱せられたり、遠ざかって窒素も凍る極寒の気候になる「乱紀」となる。
もし惑星が複数の恒星に同時に近づけば、惑星は複数の引力を受けて裂けてしまう。三体星人は乱紀の高温による乾燥や低温による凍結を乗り越えるべく体液を排出し身体を繊維化する「脱水」機能を備えて環境の激変に耐え、恒紀を迎えれば「再水化」して肉体を取り戻す歴史を繰り返したが、それとて必ずしも環境の激変を乗り越えられるとは限らない。このため三体星人の文明は数百回の滅亡を避けられなかった。
そして、さらに恐ろしいことに、彼らの住む惑星の質量は恒星に対して小さく、その運動は翻弄され、三体星系から弾き出されて極寒の虚空を永遠に彷徨うかもしれないし、最悪の場合は恒星に墜落するかも知れない。かつて三体星系には12個の惑星があったが、11個は既に恒星に呑み込まれ、三体星人の棲む惑星も数百万年後には恒星に吞み込まれると予測されている。そうなれば、三体星人とその文明は永遠に滅亡する。そのため、彼らにとって残った道は、宇宙に移民するのみである。
三体星人は、常に激しい天変地異に脅かされているため、帝国主義的な社会体制と地球人の道徳を無視する価値観を取らざるを得なかった。そうしないと生き延びることができないからである。

### 智子プロジェクト
智子（sophon, ソフォン）とは、「智恵のある粒子」のことである。三体星人の科学者は、まず陽子の内包する11次元構造を2次元に展開させ、その2次元表面に強い相互作用を使って集積回路を刻み込んで計算機を構築し、再び陽子に縮退させた。即ちスーパーコンピューターを仕込んだ陽子である智子を4個作成した。
複数の智子があれば、エンタングルさせることで光速に縛られずに智子同士の遠隔作用が可能になる。これを利用し、2個の智子を三体の世界に残して通信・制御用とし、もう2個の智子を加速器を使ってほぼ光速で飛ばし地球に送り込んだ。到着した智子は、まず高エネルギー加速器の研究を撹乱し、物質構造研究を阻止し、地球人の科学の発展を不可能にする。
また、2個の智子を連携させることで外界の電磁波等を感知し、地球の情報収集を行う一方で、地球の優れた科学者に理論的に説明できない超自然現象を見せて絶望させて自殺に追い込んだ。それと相俟ってETOも科学者を暗殺し始め、科学に対する嫌悪感を煽るキャンペーンを行い、地球の科学の発展阻止を支援した。これにより、科学技術で地球人に追い付かれることはないだろうと三体星人は考えた。

## 翻訳
初めて『科幻世界』で連載された本小説の第一章「狂乱の時代」（中: 瘋狂年代）には、文化大革命を描く一段落があり、それは清華大学の紅衛兵及び百日大武闘（ゲバルト）を下敷きとする。中国本土で刊行される単行本では、この部分は「中国の政治・社会状況に照らして、文革から語り起こすのは得策ではないという判断」から第七章に移されたが、英語版では著者が本来意図していた構成に戻され、日本語版もそれに準じている。
ケン・リュウが翻訳した英語版は「中国人読者をして『原作より読みやすい』と言わしめた名訳」とされており、日本語版の翻訳者である大森は「ケン・リュウの英訳が原文に忠実でありながら非常に明解でわかりやすかった」として日本語版の目標にしたと述べている。また著者の劉慈欣は「中国文学が外国語に翻訳されると何かが失われやすいものですが、『三体』では、むしろ得ていると思います」とし、中国のSFファンに向けて、英語が理解できるのであれば英語版を読むよう勧めている。

## その他
2015年、第73回ヒューゴー賞の長編小説部門を受賞。アジア人作家の作品では初めての受賞となった。
2015年、Facebook社CEOマーク・ザッカーバーグが、2週間ごとにお勧めの本を一冊紹介する企画「A Year of Books」で「三体」をその一冊に選んだ。ザッカーバーグは「最近読んだ重厚な経済学や社会科学の本からの楽しい休憩になる」と推薦した。
2017年1月16日、当時のアメリカ大統領バラク・オバマは、米紙ニューヨーク・タイムズのインタビューで、「三体」シリーズの愛読者であると自ら明かした。彼は「とても想像力豊かで本当に面白かった。広大な宇宙の運命について読んでると、日々直面している議会の問題はかなり些細なもので心配するようなことではないと思えた」と語っている。
アメリカの映画監督であるジェームズ・キャメロンは劉慈欣との会見で三体三部作の愛読者であることを自ら明かした。日本のゲームデザイナーである小島秀夫も「三体」シリーズの愛読者であり、日本語版に「普遍性と、娯楽性、そして文学性の、まさに『三体』の重力バランスの絶妙なるラグランジュ点でこそ生まれた、奇跡の『超トンデモSFだ』」と推薦文を寄せている。

## 受賞歴
- 2006年 - 第19回中国銀河賞特別賞
- 2013年 - 第1回西湖・類型文学双年賞金賞
- 2015年2月21日 - ネビュラ賞長編小説部門最終候補
- 2015年4月16日 - ヒューゴー賞長編小説部門最終候補
- 2015年4月25日 - プロメテウス賞最終候補
- 2015年5月5日 - ローカス賞長編小説部門最終候補
- 2015年5月13日 - ジョン・W・キャンベル記念賞第3位
- 2015年8月23日 - ヒューゴー賞長編小説部門賞[13][14]
- 2020年 - 第51回星雲賞海外長編部門受賞[15]

## 各言語への翻訳
各言語名と各国版題名を発行年順にまとめる。
- 朝鮮語: 삼체 2013年
- 英語: The Three-Body Problem 2014年
- トルコ語: Üç Cisim Problemi 2015年
- フランス語: Le Problème à trois corps 2016年
- ドイツ語: Die drei Sonnen 2016年
- ギリシア語: Το πρόβλημα των τριών σωμάτων 2016年
- ハンガリー語: A Háromtest-probléma 2016年
- ポルトガル語: O Problema dos Três Corpos 2016年
- ロシア語: Задача трех тел 2016年
- スペイン語: El problema de los tres cuerpos 2016年
- タイ語: ดาวซานถี่ อุบัติการสงครามล้างโลก 2016年
- ベトナム語: Tam Thể 2016年
- ウクライナ語: Проблема трьох тіл 2016年
- イタリア語: Il problema dei tre corpi 2017年
- ルーマニア語: Problema celor trei corpuri 2017年
- チェコ語: Problém tří těles 2017年
- ポーランド語: Problem trzech ciał 2017年
- フィンランド語: Kolmen kappaleen probleema 2018年
- 日本語: 三体 2019年

## 映像化

### 舞台
2016年6月初演。『中国語!ナビ』（NHK Eテレ）Webサイト内の出演者情報欄において、ミュージカル俳優の劉鍾德のキャリアとして記載がある。『まいにち中国語』（NHK第2）2021年4月放送の中でも同様の言及があった。

### アニメ
YHKT Entertainment（芸画開天）により制作された3DCGアニメ。2022年12月10日よりbilibiliにて順次配信開始。
同アニメは視聴者から酷評を受けた。中国の映像レビューサイトのdouban（豆瓣）にて、2025年7月7日現在、10点満点中3.7点と評価されている。

### ドラマ（中国）
三部作のうち、第一作の映像化。霊河影視制作（上海）有限公司などにより制作され、2023年1月15日放送・配信開始。中国ではテンセント・ビデオによって配信され、記録的なヒットとなった。日本ではまずWOWOWで2023年10月より放送・配信されたのち、U-NEXT、Amazonプライムビデオでも配信された。葉文潔に絡めて「三体II 黒暗森林」の主人公である羅輯を思わせる人物が登場する場面がある。
キャスト
- 汪淼（ワン・ミャオ）：張魯一（チャン・ルーイー）
- 史強（シー・チアン）：于和偉（ユー・ホーウェイ）
- 葉文潔（イエ・ウェンジエ）：老年期 陳瑾（チェン・ジン）／青年期 王子文（ワン・ズーウェン）
- 常偉思（チャン・ウェイスー）：林永健（リン・ヨンジエン）
- 申玉菲（シェン・ユーフェイ）：李小冉（リー・シャオラン）

スタッフ
- 監督：楊磊（ヤン・レイ）
- 脚本：田良良（ティエン・リャンリャン）、陳晨（チェン・チェン）

### ドラマ（Netflix）
2020年9月1日、Netflixが地球往事三部作のドラマシリーズ製作を発表した。2024年3月21日に配信が開始された。劉慈欣の協力を得てストーリーを大幅に改変し、舞台をイギリスに変更している。登場人物も葉文潔やマイク・エヴァンズ、紅岸基地関係者等を除きイギリス人に変更され、汪淼や丁儀らにあたる科学者を5人のオックスフォード大学研究者としている。また、シーズン1では「三体II 黒暗森林」や「三体III 死神永生」のエピソードの一部を取り入れている。
中国ではNetflixによるサービスは提供されていないが、VPNなどを利用して視聴していると報じられており、本作品に関するレビューサイトも存在していた。しかし、文化大革命に関する演出が物議を醸す事態となり、SNSやレビューサイトでも賛否が分かれていた。その後、2024年4月にレビューサイトのコメント欄が閉鎖されたことが明らかになった。
2024年5月、本ドラマシリーズの続編制作が発表された。
なお、三体の実写化・ゲーム化の国際権利を持ち、Netflix版のプロデューサーでもあったYoozooグループ（遊族網絡）会長兼CEOの林奇（リン・チー）が制作発表後の2020年12月に毒殺される事件があった。犯人の許垚（シュー・ヤオ）は同社の三体権利の法務担当の弁護士であり、三体宇宙（林奇、ビリビリ動画、原作者の劉慈欣を株主に2018年に設立された三体IPの管理会社）のCEOであった人物で、Netflix版が配信された翌日である2024年3月に上海の裁判所により死刑を宣告された。
キャスト
- オギー・サラザール：エイザ・ゴンザレス（日本語吹替：白石涼子）
- 大史（ダー・シー）：ベネディクト・ウォン（日本語吹替：田中美央）
- ジャック・ルーニー：ジョン・ブラッドリー（日本語吹替：落合福嗣）
- ジン・チェン：ジェス・ホン（日本語吹替：坂本真綾）
- 葉文潔（イエ・ウェンジエ）：ロザリンド・チャオ／青年期 ジーン・ツェン（日本語吹替：塩田朋子）
- ソフォン：シー・シムーカ
- タチアナ：マーロ・ケリー（日本語吹替：森千晃）
- トマス・ウェイド：リアム・カニンガム（日本語吹替：三上哲）
- ウィル・ダウニング：アレックス・シャープ（日本語吹替：祐仙勇）
- ソール・デュランド：ジョヴァン・アデポ（日本語吹替：三宅健太）
- ラジ・ヴァルマ：サーメル・ウスマニ（日本語吹替：佐々木啓夫）
- マイク・エヴァンズ：ジョナサン・プライス（日本語吹替：飛田展男）／若い頃 ベン・シュネッツァー
- ジョン・モンタギュー：マーク・ゲイティス（日本語吹替：飛田展男）
- ヴェラ・葉：ヴェデット・リム
- 従者：イヴ・リドリー

スタッフ
- 製作総指揮・脚本：デイヴィッド・ベニオフ、D・B・ワイス、アレクサンダー・ウー
- 監督：デレク・ツァン（1・2話）、アンドリュー・スタントン（3話）、ミンキー・スパイロ（4・5・6話）、ジェレミー・ポデスワ（7・8話）

### 映画
2024年6月16日、第26回上海国際映画祭において、チャン・イーモウ監督によって映画化されることが製作スタジオの「Beijing Enlight Media」から発表された。